# Дом, где периодически останавливался Н. Г. Крапивянский (Нежин)
Дом, где периодически останавливался Н. Г. Крапивянский — памятник истории местного значения в Нежине. 

## История
Решением исполкома Черниговского областного совета народных депутатов трудящихся от 31.05.1971 № 286 присвоен статус памятник истории местного значения с охранным № 126 под названием Дом, где периодически останавливался Н. Г. Крапивянский. 

## Описание
Одноэтажный, кирпичный, прямоугольный в плане дом.
В 1922-1930 годы во время пребывания в Нежине проживал в этом доме у родственников Николай Григорьевич Крапивянский.
В 1957 году на фасаде дома была установлена мемориальная доска Герою Гражданской войны Н. Г. Крапивянскому; ныне демонтирована.